# 馮立
馮立（?—?），唐朝同州馮翊人。
有武艺，略涉书记，太子李建成麾下的車騎将軍。心怀忠義，玄武門之变李建成被李世民誅殺，攻打玄武门，奮战杀死敬君弘。自称可以报答太子之恩。
解兵逃到乡野。不久来请罪。李世民对他说：“汝在东宫，潜为间构，阻我骨肉，汝罪一也。昨日复出兵来战，杀伤我将士，汝罪二也。何以逃死！”冯立说：“出身事主，期之效命，当职之日，无所顾惮。”于是伏地而哭，悲不自胜。李世民只好慰勉他。冯立对亲密的人说：“逢莫大之恩，幸而获济，终当以死奉答。”
突厥至便桥。冯立率数百骑兵在咸阳与突厥作战，杀敌甚众。唐太宗听闻感叹，拜他为广州都督。前后在广州作官的，大多因为贪污被当地人认为是祸害，由是当地人多次怨叛。冯立不营产业，衣食取给而已。冯立至贪泉，叹道：“此吴隐之所酌泉也。饮一杯水，何足道哉！吾当汲而为食，岂止一杯耶，安能易吾性乎！”饮罢而去。在职数年，甚有惠政，在官位上去世。

## 延伸阅读
[在维基数据编辑]
 《舊唐書/卷187上》，出自刘昫《舊唐書》